# جامعة باريس ديدرو
جامعة باريس 7 ديدرو (بالفرنسية: Université Paris 7 - Denis Diderot) هي إحدى الجامعات الفرنسية الرائدة التي تقع في باريس، فرنسا.
أُسِّست الجامعة في منتصف القرن الثاني عشر، وحلت رسميا في عام 1970. واعتمدت اسمها الحالي في عام 1994.

## أساتذة

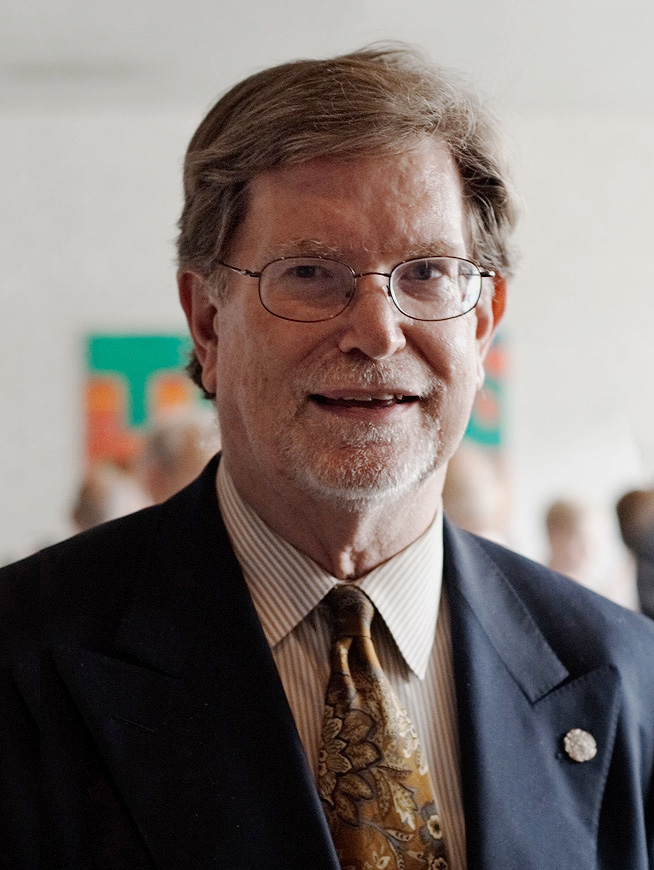
جورج سموت

- جورج سموت، [5][6] حصل على جائزة نوبل في الفيزياء في عام 2006.[7] لاكتشافه تباين في خواص إشعاع الخلفية الميكروني الكوني.
- جان دوسيه، في عام 2008، حصل على جائزة نوبل في الطب.[8]
- جوليا كريستيفا، هي اختصاصية تحليل نفسي بلغارية فرنسية، وعالمة اجتماع.[9]